# Фискальные марки ОАЭ
Объединенные Арабские Эмираты, ранее известные как Договорные государства, впервые выпустили фискальные марки в 1948 году и продолжают эмитировать их по сей день. Кроме того, эмираты Абу-Даби и Дубай также эмитировали собственные отдельные выпуски фискальных марок.

## Договорные государства
До обретения независимости ОАЭ были известны как Договорные государства. До 1947 года они управлялись как часть Британской Индии и использовали индийские фискальные марки. Однако после обретения Индией независимости ими управляла Великобритания, использовавшая индийскую валюту.
Первый выпуск фискальных марок состоялся в 1948 году и представлял собой марки колониального типа королей Великобритании Георга V или Георга VI с надписью англ. «COURT FEE» («Судебный сбор») и номиналом в аннах или рупиях в нижней части. Аналогичные выпуски с номиналами в новых пайсах или позднее — в пайсах были напечатаны на основе марок колониального типа Георга VI и Елизаветы II. Однако никаких задокументированных экземпляров таких марок не сохранилось и известно только о существовании марок первого выпуска.

## Объединённые Арабские Эмираты
После обретения независимости в 1971 году Договорные государства стали называться Объединёнными Арабскими Эмиратами. Первые фискальные марки были выпущены примерно в 1973 году, на них были изображены доу, пальма, нефтяная вышка и верблюды, а также карта и символы новой независимой страны.
В 1975 году были выпущены марки нового рисунка с изображением герба, и на всех последующих марках был этот рисунок.
С 1988 года также выходили марки такого же рисунка, но с другой надписью под гербом, для оплаты медицинских сборов.

## Абу-Даби
Эмират Абу-Даби выпускал фискальные марки примерно с 1970 по 1990 год. Первая марка представляла собой надпечатку на почтовой марке того периода номиналом 1 динар, которая тогда была в обращении, а за ней, примерно в 1985 году, последовала серия марок трёх номиналов с изображением герба страны. В 1990 году марка самого высокого номинала этой серии была перевыпущена в новых цветах с некоторыми изменениями рисунка. Все фискальные марки Абу-Даби редки или раритетны и пользуются большим спросом у коллекционеров.

## Дубай
Эмират Дубай выпустил единственную фискальную марку для Центрального иммиграционного департамента. Марка задокументирована в обращении с 1972 года по 1973 год.